# Vilim Peroš
Vilim Peroš, hrvatski novinar, publicist, športski izvjestitelj, pedagog i urednik zagrebačkog dnevnog lista Nova Hrvatska. Žrtva partizanskih poslijeratnih zločina u Zagrebu i jugokomunističkog aristocida hrvatskih intelektualaca.
Objavljivao je znanstvene i stručne članke u pedagoškom listu Napredak, u kojima se doticao i pitanja publicistike i književnosti. Njegova suautorska knjiga Praktični učiteljski ispit smatra se jednim od najvažnijih djela hrvatske pedagogije. Pisao je i za Klasje naših ravni.
Kao športski izvjestitelj pisao je o uspjesima hrvatske nogometne momčadi s međunarodnih nogometnih terena.
Istaknuti članci (Napredak):
- Uloga pučke škole u higijeni sela
- Povodom godišnjice smrti Ivane Brlić-Mažuranić
- Strip-listovi i naša mladež
- Problem suvremene dječje književnosti